# Xerospermophilus
Xerospermophilus är ett släkte i ekorrfamiljen. 
Arterna i släktet har tidigare förts till släktet Spermophilus, men efter DNA-studier som visat att arterna i detta släkte var parafyletiska med avseende på präriehundar, släktet Ammospermophilus och murmeldjur, har det delats upp i flera släkten, bland annat detta.

## Ingående arter[1]
- Xerospermophilus mohavensis finns i Kalifornien
- Xerospermophilus perotensis finns i östra centrala Mexiko[3]
- Xerospermophilus spilosoma finns i sydvästra USA samt norra och centrala Mexiko
- Xerospermophilus tereticaudus finns i sydvästra USA och nordvästra Mexiko